# Rościsław (imię)
Rościsław – staropolskie imię męskie, złożone z członów Rości- ("rośnie") oraz -sław ("sława"). Może oznaczać "ten, którego sława rośnie". Od tego imienia mogły pochodzić formy skrócone typu Rosław. Podobne imię to Rościgniew.
Rościsław imieniny obchodzi 17 stycznia.
Żeński odpowiednik: Rościsława
Postacie noszące to imię to:
- komes Rościsław Pierzchała — hetman mazowiecki, starosta płocki, zasłużony w walkach na Litwie i Jaćwieży w 1238 roku
- Rościsław (książę wielkomorawski)
- Rostislav Vojáček — piłkarz czeski
- Rościsław Wołodarewicz — książę przemyski od 1124 roku.

także
- Rostisław Wygranienko — polski organista pochodzenia ukraińskiego

Zobacz też:
- Rościszewo — 2 miejscowości w Polsce
- Rościsław